# فلوسوكسولول
فلوسوكسولول وهو محصر مستقبل بيتا-1 انتقائي.